# Star Trek Online
Star Trek Online (STO) est un jeu de rôle en ligne massivement multijoueur (MMO) développé par Cryptic Studios. Le titre est le premier MMO à avoir pour théâtre l'univers Star Trek. Il sort en février 2010 sur PC (Windows). Le titre passe en free to play le 17 janvier 2012. Après une période de test bêta public, une version du jeu a été publiée pour OS X en mars 2014. A cause de problèmes techniques liés au portage, le support pour OS X a pris fin en février 2016. C'est en septembre 2016 que le jeu sort du PlayStation 4 et Xbox One. 

## Développement
Le 28 juillet 2008, Cryptic Studios a officiellement annoncé le développement de Star Trek Online alors qu'un compte à rebours sur le site Web de Cryptic atteignait zéro et que le nouveau site officiel était lancé. Une lettre a été envoyée par Jack Emmert, le producteur en ligne du jeu, détaillant certains aspects de l'approche de Cryptic.
Des versions pour consoles ont été annoncées plusieurs mois avant la sortie du jeu, sans qu'aucune plate-forme spécifique ne soit spécifiée, mais Cryptic a annoncé que toutes les versions pour consoles de ses jeux étaient mises en attente pour une durée indéterminée en raison de difficultés " sur le plan commercial ", faisant largement référence aux frais imposés par Microsoft pour son service de jeu en ligne premium Xbox Gold et à la difficulté de demander à un joueur de payer à la fois ce service et l'abonnement à Cryptic pour jouer à un seul jeu. La prise en charge des consoles, à la fois pour la Microsoft Xbox One et la Sony PlayStation 4, a été mise à disposition en septembre 2016.La version initiale concernait les régions d'Amérique du Nord, mais sera déployée dans d'autres régions d'Amérique et d'Europe.
Le test bêta fermé de Star Trek Online a officiellement commencé lorsqu'il a été annoncé le 22 octobre 2009. Cryptic Studios a offert un accès garanti à la bêta aux utilisateurs qui achetaient des abonnements de 6 mois et à vie à Champions Online. Cependant, l'offre n'indiquait pas explicitement à quel moment du processus de bêta l'accès serait accordé. Certains packs de précommande comprenaient l'accès à la " bêta ouverte " qui se déroulait du 12 au 26 janvier 2010.

### Extensions

#### Extension:Legacy of Romulus
Legacy of Romulus est sorti le 21 mai 2013, entre les sorties de la saison 7 et de la saison 8.
Legacy of Romulus est le premier pack d'extension de Star Trek Online, annoncé le 21 mars 2013 Une troisième faction jouable, la République Romulienne est disponible avec le choix entre des Romuliens ou des Rémusiens comme personnages jouables. Dans ce nouvel opus, ils sont confrontés à un nouvel ennemi mystérieux et tentent de découvrir les secrets derrière la destruction de Romulus deux décennies plus tôt. Denise Crosby, qui a repris le rôle de Tasha Yar lors du troisième anniversaire de STO, a repris le rôle de Sela, la fille de Tasha, l'impératrice romulienne. On y trouve également une expérience complète de montée en niveau du niveau 1 au niveau 50 (le plafond de niveau actuel) pour les Romuliens et les Klingons, une faction de réputation tholienne, une interface utilisateur personnalisable et un système de "traits" amélioré.

#### Extension:Delta Rising
Delta Rising est sorti le 14 octobre 2014,.
Delta Rising est la deuxième extension de Star Trek Online, annoncée lors de la convention officielle Star Trek à Las Vegas le 2 août 2014,. Cryptic avait sous-entendu l'existence d'une nouvelle extension en décembre 2013, avec une sortie " fin 2014 ". L'action se déroule dans le quadrant Delta, le décor principal de Star Trek : Voyager.Tim Russ a repris son rôle de l'amiral Tuvok, et il a été rejoint par Garrett Wang dans le rôle du capitaine Harry Kim de l'USS Rhode Island (établi dans le final de la série Voyager " Endgame "), Jeri Ryan dans le rôle de Seven of Nine, Robert Picardo dans le rôle du docteur, et Ethan Phillips dans le rôle de Neelix. Le concepteur principal Al Rivera a déclaré que " plusieurs " membres du casting de Voyager apparaîtraient dans Delta Rising. En termes de contenu, le plafond de niveau est passé de 50 à 60 ajoutant deux nouveaux rangs pour chaque faction : Amiral et Amiral de flotte pour la Fédération et la République romulienne, et Général et Maître Dahar pour les Klingons. Plusieurs races du quadrant Delta apparues dans Voyager ont également été incluses dans l'extension ainsi qu'un nouveau grade de vaisseau pour les niveaux supérieurs et un arbre de réputation Delta pour les joueurs.

#### Extension:Agents of Yesterday
Agents of Yesterday est sorti le 6 juillet 2016.
Cette troisième extension de Star Trek Online, annoncée le 5 mai 2016, comme la contribution du jeu au 50e anniversaire de Star Trek. On peut créer des personnages joueurs de Starfleet de l'époque de la série originale qui s'impliquent dans une "guerre froide temporelle" en cours (une intrigue qui a été introduite dans Enterprise, et introduite dans STO avec les missions "Future Proof" de la saison 11) avec l'espèce Na'kuhl. Matt Winston a repris son rôle de Daniels, l'agent temporel qui a combattu aux côtés du capitaine Jonathan Archer pour arrêter les Na'kuhl dans plusieurs épisodes d'Enterprise. Il est également rejoint par Walter Koenig, qui reprend son rôle de Pavel Chekov, et Chris Doohan, qui incarne Montgomery Scott, remplaçant son défunt père, James Doohan. On y croise également la ligne temporelle alternative de la série de reboot lancée en 2009 par J. J. Abrams ; Joseph Gatt reprend son rôle de l'officier scientifique cyborg 0718, apparu dans Star Trek Into Darkness.

#### Extension:Victory is life
Victory is Life est sorti le 5 juin 2018.
Cette extension est la quatrième extension de Star Trek Online, annoncée le 21 mars 2018, comme la contribution du jeu au 25e anniversaire de Star Trek : Deep Space Nine. L'extension ouvre le quadrant Gamma, accessible par le vortex bajoran tout en ajoutant également le Dominion comme faction jouable avec la possibilité de créer des personnages Jem'Hadar uniquement. Les Cardassiens peuvent également être débloqués pour les factions Starfleet et Klingon Defense Force dans la boutique du jeu. Plusieurs acteurs de DS9 reprennent leur rôle dans l'extension, notamment René Auberjonois (Odo), Nana Visitor (Kira Nerys), Alexander Siddig (Dr. Julian Bashir), Armin Shimerman (Quark), Max Grodénchik (Rom), Chase Masterson (Leeta), Aron Eisenberg (Nog), Andrew Robinson (Elim Garak), J. G. Hertzler (Marty), Jeffrey Combs (Weyoun et Brunt), Salome Jens (la femelle Changeling) et Bumper Robinson (Dukan'Rex, le jeune Jem'Hadar apparu dans l'épisode de la troisième saison de DS9 "The Abandoned").

## Trame
L'histoire du jeu se déroule 30 ans après les événements passés dans le film Star Trek : Nemesis.
L'alliance entre la Fédération des planètes unies et l'Empire Klingon n'est plus et la guerre a recommencé. L'Empire stellaire romulien continue de subir les conséquences de la perte de sa planète mère vingt-deux ans plus tôt (comme le montre le film Star Trek de J. J. Abrams) tandis que le Dominion reconstruit ses forces. Le collectif Borg est réapparu comme une menace majeure. Dans les extensions ultérieures, les Vaadwaur, les Iconiens, les Na'Kuhl, les Krenim, l'Empire Terrien, les Voth, l'espèce 8472 (appelée "l'Undine" dans le jeu), les Tzenkethi et les Hur'q sont également introduits comme adversaires.

## Système de jeu
Le joueur incarne un capitaine de vaisseau de l'une des quatre factions (Starfleet, Klingon, Dominion et Romulien). Les joueurs peuvent incarner un vaisseau spatial et en contrôler les systèmes techniques, tactiques et scientifiques à l'aide du clavier et de la souris ou d'une console à l'écran. Les joueurs peuvent également se téléporter et se déplacer en tant que personnage dans divers environnements, avec accès à des armes et à des compétences de soutien et de combat spécifiques à la classe de leur personnage. Le jeu se déroule sur deux plans: en vue TPS, les combats entre vaisseaux et entre équipage s'alternent constamment tout au long d'une campagne longue et très scénarisée de 8 saisons. De nombreux événements pimentent la vie quotidienne du joueur, avec des invasions Borg, ou des missions spéciales. Il faut également gérer l'équipe d'officiers de passerelle qui accompagne et évolue avec le capitaine. L'équipe entière peut se téléporter pour vivre des combats rapides de type "run-and-gun" tandis que les combats entre vaisseaux mettent l'accent sur l'aspect tactique et spatial. Les deux systèmes sont en cohérence avec l'univers Star Trek. Dans les combats spatiaux, l'accent est mis sur le positionnement des vaisseaux afin d'utiliser efficacement les boucliers pendant le combat ainsi que sur le positionnement de l'équipe d'exploration du joueur afin d'éviter les dégâts de flanc et de trouver diverses faiblesses à exploiter.

## Extensions (saisons)
Comme pour la plupart des MMORPG, des mises à jour sont régulièrement délivrées. Ces extensions sont nommées saisons à l'image des saisons dans les séries télévisées.
| Saison et titre                 | Date de sortie    | Description et contenu |
| ------------------------------- | ----------------- | --- |
| Saison 1 : Terrain d'entente    | 24 mars 2010      | Personnalisation de l'avatar du joueur et de son vaisseau, nouvelles espèces jouables, nouvelles missions                                                                      |
| Saison 2 : Ennemis ancestraux   | 27 juillet 2010   | Augmentation du niveau maximum, nouveaux vaisseaux et objets, nouvelle zone de jeu, nouvelles missions                                                                         |
| Saison 3 : La genèse            | 9 décembre 2010   | Nouveau système d'artisanat, nouvelles missions, sets d'objets, introduction de la Foundry                                                                                     |
| Saison 4 : Tir croisé           | 7 juillet 2011    | Nouvelles missions, refonte du système de combat au sol, nouvelles zones de jeu                                                                                                |
| Saison 5 : Appel aux armes      | 1er décembre 2011 | Nouveaux vaisseaux, nouvelles missions, système des officiers de service, remaniement des compétences                                                                          |
| Saison 6 : Guerre de siège      | 12 juillet 2012   | Nouvelles zones de jeu, système de flotte de joueurs amélioré, nouveaux vaisseaux                                                                                              |
| Saison 7 : Nouveau Romulus      | 13 novembre 2012  | Système de réputation, introduction de Nouvelle Romulus (basée sur la ligne historique développée dans le film Star Trek sorti en 2009) remaniement des instances haut niveau. |
| Saison 8 : La Sphère            | 12 novembre 2013  | |
| Saison 8.5                      | 30 janvier 2014   | |
| Saison 9 : Un nouvel accord     | 22 avril 2014     | |
| Saison 9.5                      | 17 juillet 2014   | Modification totale du système de craft |
| Seconde extension: Delta Rising | 14 octobre 2014   | Ajout du Quadrant Delta, Augmentation du niveau maximum à 60, augmentation des items à Mk XIV, ajout des vaisseaux de Tiers 5-U et Tiers 6                                     |

## Développement
À l'origine le jeu Star Trek Online est développé par Perpetual Entertainment de 2004 à 2008. Par la suite, la licence du jeu est rachetée par Cryptic Studios en juillet 2008.  Il est publié par Atari Interactive, ainsi que Champions Online, un titre similaire. 
Une phase de bêta-test se déroule de novembre 2009 à janvier 2010. Le jeu est ensuite distribué en ligne aux États-Unis le 2 février 2010, et en Europe le 5 février 2010. Le jeu sort sous diverses versions : "Standard Edition", "Silver Edition", "Gold Edition", "Collectors Edition" et "Digital Deluxe Version". La différence entre ces différentes éditions concerne des options et du contenu du jeu supplémentaire.
Le 17 mai 2011, Atari affirme se retirer du marché des MMORPG et qu'elle envisage de vendre Cryptic Studios. C'est la raison pour laquelle, en plus de plusieurs problèmes techniques dans le jeu, que l’entreprise d’édition chinoise Perfect World Entertainment rachète Cryptic Studios pour 35 millions d'euros en août 2011 et met en place un modèle de jeu free to play qui ne permet pas d'avoir accès tous les objets. Il est lancé le 17 janvier 2012.
Perfect World et Cryptic Studios ont annoncé le lancement des versions consoles (PlayStation 4 et Xbox One) de Star Trek Online pour l’automne 2016. Cette version sera un titre free-to-play comme sur PC.
En décembre 2021, la société holding suédoise Embracer Group communique qu'elle allait achète les branches nord-américaine et d'édition de Perfect World Entertainment auprès de Perfect World Europe par l'intermédiaire de sa filiale Gearbox Software. Après l'acquisition, Perfect World Entertainment a été dissoute dans Gearbox Publishing et rebaptisée Gearbox Publishing SF (San Francisco), qui est maintenant l'éditeur actuel de Star Trek Online, tandis que Cryptic poursuivra ses activités en tant que filiale de The Gearbox Entertainment Company.

### Distribution commerciale
Cryptic Studios s'est associé à plusieurs vendeurs pour la distribution des exemplaires en précommande. Chaque détaillant proposait une version avec un contenu unique et exclusif, comme un officier de pont Borg (Amazon), un vaisseau classique de classe Constitution (Gamestop), un fusil de précision (Target), une armure chromodynamique (Steam), 500 points de compétence bonus (Walmart), une antenne déflectrice en néodyme (SyFy) ou un animal de compagnie Tribble/Targ (Best Buy). Toutes les versions du jeu ont donné accès à la bêta ouverte et à la date de lancement initiale.
Enfin, le code de l'uniforme de l'amiral de la colère de Khan est inclus dans la version DVD de The Best of Star Trek : The Next Generation Volume 2 et la version Blu-ray de Star Trek : The Original Series - Saison 3.

## Accueil des critiques
Les critiques sont mitigées avec une note de 66 sur Metacritic. 
GameSpot apprécie les différents combats spatiaux du jeu les qualifiant de divertissants tout en trouvant les autres aspects du jeu " fades et superficiels ".
Jeuxvideo.com lui attribue un 16/20. Les graphismes sont appréciés sans pour autant être qualifiés de géniaux; le gameplay est accrocheur mais les combats sont jugés répétitifs; les thèmes musicaux sont notés excellents contrairement aux bruitages des environnements; le scénario respecte la licence et regorge de références à l'univers de Star Trek. Cependant, le jeu est plus centré sur le "tout à l'action" qui met en arrière plan les aspects scientifique et exploration propres à l'univers. De même, le testeur trouve que le jeu est instancié à outrance ce qui coupe les interactions sociales.
Le critique de MMOify a fait une critique favorable du jeu, mais a critiqué de nombreux aspects du gameplay, notamment le "le jeu vocal des acteurs mauvais" et reproche une répétitivité en les quêtes. Un critique d'IGN a décrit l'expérience de jeu comme étant celle de " deux jeux " qui ne s'intègrent pas bien l'un dans l'autre, et bien que visuellement ce soit " un jeu assez magnifique ", il a trouvé qu'une grande partie du gameplay était de nature répétitive.
En 2016, Den of Geek a classé Star Trek Online comme l'un des pires jeux Star Trek. La même année, Tom's Guide a classé Star Trek Online comme l'un des dix meilleurs jeux Star Trek. En 2017, PC Gamer a classé Star Trek Online parmi les meilleurs jeux Star Trek, notant qu'il comprend des voix originales interprétées par des acteurs de la série télévisée en direct. En 2020, Screen Rant a classé Star Trek Online comme le meilleur jeu Star Trek, déclarant que "C'est Star Trek à son meilleur. La nature de la franchise la rend parfaitement adaptée à un jeu de rôle en ligne massivement multijoueur".